# Saison 2008 des Angels de Los Angeles d'Anaheim
La Saison 2008 des Angels de Los Angeles d'Anaheim est la 48e saison en Ligue majeure pour cette franchise. Avec 100 victoires pour 62 défaites, les Angels sont champions de la Division ouest de la Ligue américaine. En séries éliminatoires, le parcours des Halos prend fin en série de division face aux Red Sox de Boston (1-3).

## La saison régulière

### Classement
| Ligue américaine (Division Ouest) | V   | D   | %     | GB   |
| --------------------------------- | --- | --- | ----- | ---- |
| Angels d'Anaheim                  | 100 | 62  | 0.617 | --   |
| Rangers du Texas                  | 79  | 83  | 0.488 | 21.0 |
| Athletics d'Oakland               | 75  | 86  | 0.466 | 24.5 |
| Mariners de Seattle               | 61  | 101 | 0.377 | 39.0 |

## Séries éliminatoires

### Série de division
| # | Date        | Adversaire | Score      | Vic.            | Déf.              | Sauv.        | Affluence | Bilan |
| - | ----------- | ---------- | ---------- | --------------- | ----------------- | ------------ | --------- | ----- |
| 1 | 1er octobre | Red Sox    | 4 - 1      | Lester (1-0)    | Lackey (0-1)      | Papelbon (1) | 44 996    | 0-1   |
| 2 | 3 octobre   | Red Sox    | 7 - 5      | Papelbon (1-0)  | F Rodriguez (0-1) |              | 43 354    | 0-2   |
| 3 | 5 octobre   | @ Red Sox  | 5 - 4 (12) | Weaver (1-0)    | Lopez (0-1)       |              | 39 067    | 1-2   |
| 4 | 6 octobre   | @ Red Sox  | 3 - 2      | Delcarmen (1-0) | Shields (0-1)     |              | 38 785    | 1-3   |

## Statistiques individuelles

### Batteurs
Note: J = matches joués, AB = passage au bâton, H = coup sûr, Avg. = moyenne au bâton, HR = coup de circuit, RBI = point produit
| Joueur             | J | AB | H | Avg. | HR | RBI |
| ------------------ | - | -- | - | ---- | -- | --- |
| Chone Figgins      | 1 | 4  | 2 | .500 | 0  | 1   |
| Gary Matthews, Jr. | 1 | 4  | 1 | .250 | 0  | 0   |
| Vladimir Guerrero  | 1 | 4  | 1 | .250 | 0  | 0   |
| Garret Anderson    | 1 | 4  | 0 | .000 | 0  | 0   |
| Torii Hunter       | 1 | 4  | 0 | .000 | 0  | 0   |
| Casey Kotchman     | 1 | 4  | 3 | .750 | 0  | 0   |
| Howie Kendrick     | 1 | 4  | 1 | .250 | 0  | 0   |
| Mike Napoli        | 1 | 3  | 1 | .333 | 0  | 0   |
| Maicer Izturis     | 1 | 3  | 0 | .000 | 0  | 0   |

### Lanceurs partants
Note: J = matches joués, IP = manches lancées, V = victoires, D = défaites, ERA = moyenne de points mérités, SO = retraits sur prises
| Joueur       | J | IP  | V | D | ERA  | SO |
| ------------ | - | --- | - | - | ---- | -- |
| Jered Weaver | 1 | 6.1 | 0 | 1 | 4.26 | 5  |

### Lanceurs de relève
Note: J = matches joués, SV = sauvetages, V = victoires, D = défaites, ERA = moyenne de points mérités, SO = retraits sur prises
| Joueur        | J | SV | V | D | ERA  | SO |
| ------------- | - | -- | - | - | ---- | -- |
| Darren Oliver | 1 | 0  | 0 | 0 | 0.00 | 0  |
| Darren O'Day  | 1 | 0  | 0 | 0 | 0.00 | 1  |